# Villette-de-Vienne
Villette-de-Vienne è un comune francese di 1 629 abitanti situato nel dipartimento dell'Isère della regione dell'Alvernia-Rodano-Alpi.

## Società

### Evoluzione demografica
Abitanti censiti